# Вилецьке
Вилецьке — колишнє село, входило до складу Василівської сільської ради, Роменський район, Сумська область.
Станом на 1984 рік в селі проживало 80 людей.
26 листопада 1998 року село зняте з обліку.

## Географічне розташування
Село знаходиться на березі безіменного струмка, котрий пересихає, та за 4 км впадає у річку Артополот.